# Lista structurilor de cercetare-dezvoltare din subordonarea Academiei de Științe Agricole și Silvice „Gheorghe Ionescu-Șișești”
Lista structurilor de cercetare-dezvoltare din subordonarea Academiei de Științe Agricole și Silvice „Gheorghe Ionescu-Șișești”

## Institute de Cercetare-Dezvoltare
- Institutul Național de Cercetare-Dezvoltare Agricolă Fundulea, județul Călărași, are în subordine 14 stațiuni:

- Stațiunea de Cercetare-Dezvoltare Agricolă Pitești, județul Argeș;
- Stațiunea de Cercetare-Dezvoltare Agricolă Valu lui Traian, județul Constanța;
- Stațiunea de Cercetare-Dezvoltare Agricolă Livada, județul Satu-Mare;
- Stațiunea de Cercetare-Dezvoltare Agricolă Lovrin, județul Timiș;
- Stațiunea de Cercetare-Dezvoltare Agricolă Podul Iloaiei, județul Iași;
- Stațiunea de Cercetare-Dezvoltare Agricolă Șimnic, județul Dolj;
- Stațiunea de Cercetare-Dezvoltare Agricolă Suceava, județul Suceava;
- Stațiunea de Cercetare-Dezvoltare Agricolă Secuieni, județul Neamț;
- Stațiunea de Cercetare-Dezvoltare Agricolă Teleoman, județul Teleorman;
- Stațiunea de Cercetare-Dezvoltare Agricolă Turda, județul Cluj;
- Stațiunea de Cercetare-Dezvoltare Agricolă Oradea, județul Bihor;
- Stațiunea de Cercetare-Dezvoltare Agricolă Brăila, județul Brăila;
- Stațiunea de Cercetare-Dezvoltare Agricolă Mărculești, județul Călărași;
- Stațiunea de Dezvoltare pentru Cultura Cartofului, județul Tulcea.

- Institutul de Cercetare-Dezvoltare pentru Protecția Plantelor București.

- Institutul de Cercetare-Dezvoltare pentru Pajiști Brașov, are în subordine:

- Stațiunea de Cercetare-Dezvoltare pentru Pajiști Jucu, județul Cluj;
- Stațiunea de Cercetare-Dezvoltare pentru Pajiști Timisoara, județul Timiș;
- Stațiunea de Cercetare-Dezvoltare pentru Pajiști Vaslui, județul Vaslui.

- Institutul Național de Cercetare-Dezvoltare pentru Cartof și Sfeclă de Zahăr Brașov, are în subordine:

- Stațiunea de Cercetare-Dezvoltare pentru Cartof Târgu Secuiesc, județul Covasna;
- Stațiunea de Cercetare-Dezvoltare pentru Cartof Miercurea Ciuc, județul Harghita;
- Stațiunea de Cercetare-Dezvoltare pentru Sfecla de Zahăr Roman, județul Neamț.

- Institutul de Cercetare-Dezvoltare pentru Pomicultură Mărăcineni, județul Argeș, are în subordine:

- stațiuni experimentale:

- Stațiunea de Cercetare-Dezvoltare pentru Pomicultură Băneasa, București;
- Stațiunea de Cercetare – Dezvoltare pentru Pomicultură Voinești, județul Dâmbovița;
- Stațiunea de Cercetare-Dezvoltare pentru Pomicultură Cluj, județul Cluj;
- Stațiunea de Cercetare-Dezvoltare pentru Pomicultură Bistrița județul Bistrița-Năsăud;
- Stațiunea de Cercetare-Dezvoltare pentru Pomicultură Constanța, Valu lui Traian, județul Constanța;
- Stațiunea de Cercetare-Dezvoltare pentru Pomicultură Fălticeni, județul Neamț;
- Stațiunea de Cercetare-Dezvoltare pentru Pomicultură Iași, județul Iași;
- Stațiunea de Cercetare-Dezvoltare pentru Pomicultură Vâlcea, Râmnicu Vâlcea, județul Vâlcea;
- Stațiunea de Cercetare și Producție Pomicolă Craiova, judetul Dolj;

- două centre de transfer al rezultatelor cercetării (Buzău și Mehedinți).

- Institutul de Cercetare-Dezvoltare pentru Viticultură și Vinificație Valea Calugărească, județul Prahova, are în subordine 8 stațiuni:

- Stațiunea de Cercetare Dezvoltare pentru Viticultură și Vinificație Valea Călugărească ce deservește activitatea viti-vinicolă din cadrul podgoriei Dealu Mare, respectiv județele Prahova și Buzău;
- Stațiunea de Cercetare Dezvoltare pentru Viticultură și Vinificație Blaj ce deservește activitatea viti-vinicolă din județele din centrul Transilvaniei : Alba, Mureș, Sibiu, Cluj, Sălaj, Bistrița-Năsăud, Hunedoara;
- Stațiunea de Cercetare Dezvoltare pentru Viticultură și Vinificație Bujoru ce deservește activitatea viti-vinicolă din județele Galați și Brăila;
- Stațiunea de Cercetare Dezvoltare pentru Viticultură și Vinificație Drăgășani ce deservește activitatea viti-vinicolă din județele: Vâlcea, Gorj, Mehedinți, Dolj și Olt;
- Stațiunea de Cercetare Dezvoltare pentru Viticultură și Vinificație Iași ce deservește activitatea viti-vinicolă din județele din nord-estul Moldovei: Iași, Vaslui, Botoșani și Neamț;
- Stațiunea de Cercetare Dezvoltare pentru Viticultură și Vinificație Murfatlar ce deservește activitatea viti-vinicolă din județele Constanța și Tulcea;
- Stațiunea de Cercetare Dezvoltare pentru Viticultură și Vinificație Miniș ce deservește activitatea viti-vinicolă din județele din partea de vest a țării: Arad, Timiș, Caraș-Severin, Bihor și Satu-Mare;
- Stațiunea de Cercetare Dezvoltare pentru Viticultură și Vinificație Odobești ce deservește activitatea viti-vinicolă din judetele Vrancea și Bacău;

- Institutul de Cercetare-Dezvoltare pentru Legumicultură și Floricultură Vidra, județul Ilfov, are în subordine 4 stațiuni:

- Stațiunea de Cercetare-Dezvoltare pentru Legumicultură Bacău, județul Bacău;
- Stațiunea de Cercetare-Dezvoltare pentru Legumicultură Buzău, județul Buzău;
- Stațiunea de Cercetare-Dezvoltare pentru Legumicultură Ișalnița, județul Dolj;
- Stațiunea de Cercetare-Dezvoltare pentru Legumicultură Iernut, județul Mureș.

- Institutul de Cercetare-Dezvoltare pentru Industrializarea și Marketingul Produselor Horticole „Horting” București.

- Institutul Național de Biologie și Nutriție Animală Balotești, județul Ilfov.

- Institutul de Cercetare-Dezvoltare pentru Creșterea Bovinelor Balotești, județul Ilfov, are în subordine 6 stațiuni:

- Stațiunea de Cercetare - Dezvoltare pentru Creșterea Bovinelor Arad, județul Arad;
- Stațiunea de Cercetare - Dezvoltare pentru Creșterea Bovinelor Dancu, județul Iași;
- Stațiunea de Cercetare - Dezvoltare pentru Creșterea Bovinelor Dulbanu, județul Buzău;
- Stațiunea de Cercetare - Dezvoltare pentru Creșterea Bovinelor Tg. Mureș, județul Mureș;
- Stațiunea de Cercetare - Dezvoltare pentru Creșterea Bovinelor Șercaia, județul Brașov;
- Stațiunea de Cercetare - Dezvoltare pentru Creșterea Bovinelor Sighet, județul Maramureș.

- Institutul de Cercetare-Dezvoltare pentru Creșterea Ovinelor și Caprinelor Palas, județul Constanța, are în subordine 5 stațiuni:

- Stațiunea de Cercetare-Dezvoltare pentru Creșterea Ovinelor și Caprinelor Secuieni, județul Bacău;
- Stațiunea de Cercetare-Dezvoltare pentru Creșterea Ovinelor și Caprinelor Reghin, județul Mureș;
- Stațiunea de Cercetare-Dezvoltare pentru Creșterea Ovinelor și Caprinelor Caransebeș, județul Caraș-Severin;
- Stațiunea de Cercetare-Dezvoltare pentru Creșterea Ovinelor și Caprinelor Bilciurești, județul Dâmbovița;
- Stațiunea de Cercetare-Dezvoltare pentru Creșterea Ovinelor și Caprinelor Popăuți, județul Botoșani.

- Institutul de Cercetare-Dezvoltare pentru Ecologie Acvatică, Pescuit și Acvacultură Galați.

- Institutul de Cercetare pentru Economia Agriculturii și Dezvoltare Rurală București.

- Institutul de Cercetare-Dezvoltare pentru  Montanologie Cristian, județul Sibiu.

## Centre de Cercetare-Dezvoltare și Stațiuni de Cercetări
- Stațiunea de Cercetare-Dezvoltare pentru Cultura Plantelor pe Nisipuri Dăbuleni, județul Dolj;
- Centrul de Cercetare-Dezvoltare pentru Combaterea Eroziunii Solului Perieni, județul Vaslui.
- Centrul de Cercetare-Dezvoltare pentru Piscicultură Nucet, județul Dâmbovița.
- Stațiunea de Cercetări Sericicole Băneasa, București.